# Globální pakt OSN o migraci
Globální pakt OSN o migraci (plným názvem Globální kompakt pro bezpečnou, řízenou a legální migraci; anglicky Global compact for safe, orderly and regular migration) je globální dohoda v rámci OSN pro mezinárodní spolupráci v otázce migrace, zabývající se všemi jejími podstatnými aspekty.

## Obsah kompaktu
Nad podobou jeden a půl roku jednaly vlády států, občanské společnosti a soukromý sektor.
Kompakt není právně závazný. Přijetím kompaktu se vlády zavazují spolupracovat při řešení a regulaci migrace. Shrnut je do 23 cílů, které obsahují zásady, práva a povinnosti ze stávajících mezinárodních právních nástrojů a příklady dobré praxe ve všech oblastech migrace. Každý cíl obsahuje obecný závazek a výčet možných kroků, z nichž státy mohou vycházet při formulaci svých politik.

### Cíle
1. Sbírat a využívat spolehlivá data jako základ pro nastavování politik týkajících se migrace.
2. Minimalizovat vlivy, které nutí lidi opustit svou zemi.
3. Poskytovat přesné a včasné informace ve všech fázích migrace.
4. Zajistit, že všichni migranti mají doklad identity a adekvátní dokumentaci.
5. Zlepšit dostupnost možností regulérní migrace.
6. Zajistit férové a etické podmínky pro možnost ucházet se o přijatelnou práci.
7. Snižovat zranitelnost migrantů.
8. Zachraňovat životy a zajistit mezinárodní spolupráci na záchranu pohřešovaných migrantů.
9. Posílit mezinárodní spolupráci při potírání pašeráctví migrantů.
10. Předcházet, odstraňovat a bojovat proti obchodování s lidmi v kontextu mezinárodní migrace.
11. Řídit hranice bezpečným a koordinovaným způsobem.
12. Posílit předvídatelnost postupů při přijímacím řízení migrantů (posuzování, vyhodnocování, stížnosti).
13. Detenci migrantů využívat jen jako krajní řešení a hledat alternativy.
14. Posílit konzulární ochranu, asistenci a spolupráci v průběhu celého migračního cyklu.
15. Zajistit migrantům přístup k základním službám.
16. Podpořit migranty i společnost k dosažení plné inkluze a sociální soudržnosti.
17. Odstranit všechny formy diskriminace a podpořit veřejnou diskusi, která vychází z faktů a zlepšuje tak vnímání migrantů ze strany veřejnosti.
18. Podpořit rozvoj dovedností a zajistit vzájemné uznávání kvalifikací a kompetencí.
19. Vytvořit takové podmínky pro migranty, aby mohli přispívat k udržitelnému rozvoji ve všech státech.
20. Podpořit rychlejší, bezpečnější a levnější převody remitencí a upravit finanční inkluzi migrantů.
21. Spolupracovat na zajištění bezpečných návratů a udržitelné reintegrace.
22. Zajistit podmínky pro přenositelnost nároků na sociální zabezpečení a získaných benefitů.
23. Posílit mezinárodní spolupráci a globální partnerství pro bezpečnou, řízenou a regulérní migraci.

## Přijetí kompaktu
Migrační pakt byl přijat na mezivládní konferenci v marockém Marrákeši, která se konala 10.–11. prosince 2018. Konference se zúčastnilo 164 ze 193 členských států OSN. Poté byl definitivně potvrzen na Valném shromáždění OSN 19. prosince 2018, když 152 států hlasovalo pro, pět proti (Česko, Maďarsko, Polsko, Izrael, USA), dvanáct zemí se zdrželo hlasování (Švýcarsko, Rakousko, Bulharsko, Itálie, Rumunsko, Lotyšsko, Lichtenštejnsko, Chile, Singapur, Austrálie, Libye a Alžírsko).
Na začátku roku 2019 oznámil brazilský prezident Jair Bolsonaro odstoupení Brazílie od tohoto paktu.

## Projednávání migračního paktu v členských státech OSN
Česká vláda tento pakt na své schůzi dne 14. listopadu 2018 odmítla, což potvrdil ministr Richard Brabec. Premiér Andrej Babiš již předtím v Poslanecké sněmovně oznámil, že vláda má v úmyslu od paktu odstoupit. Svůj zamítavý postoj odůvodnila vláda tím, že v průběhu projednávání textu této dohody nebylo přihlédnuto k jejím připomínkám. Ministerstvo zahraničí v čele s Tomášem Petříčkem (ČSSD) dalo ve svém stanovisku najevo, že migrační pakt stírá rozdíly mezi legálními a nelegálními migranty, a tím podněcuje k větší migraci, včetně migrace nelegální. Vedle toho jasně nedefinuje základní pojmy, co je a není legální a nelegální migrace.
Podobný postoj zaujaly již předtím vlády Spojených států amerických, Rakouska, Maďarska a některých dalších států. Později tento pakt odmítly také vlády Slovenska, Polska, Bulharska, Austrálie, Izraele, Chorvatska, Dominikánské republiky, Litvy, Estonska a Švýcarska.
V Německu, jehož vláda Angely Merkelové jako celek tento pakt – stejně jako vláda Francie – výrazně podporuje, se stal předmětem ostrých vnitropolitických diskusí. Jeden z kandidátů na post předsedy Křesťanskodemokratické unie (CDU), Jens Spahn, který je jako ministr zdravodnictví členem vlády (ale je známý svými kritickými postoji k masové imigraci do Německa), sdělil, že v poslaneckém klubu CDU/CSU v Německém spolkovém sněmu již proběhly intenzívní diskuse o migračním paktu. Spahn navrhl, aby byl tento pakt projednán na sjezdu strany svolaném na 7. prosince 2018 a aby bylo o něm hlasováno. Podle výsledku hlasování na sjezdu nevylučuje Spahn, že by podpis migračního paktu Německem mohl být odložen. Prohlásil, že „všechny otázky občanů (k tomuto paktu) patří na stůl a musí být zodpovězeny, jinak nás to politicky rychle dožene“.

## Hlasování Valného shromáždění

Pro
Proti
Zdrželi se
Nehlasovali

| Pro | Proti | Zdrželo se | Nehlasovalo |
| --- | ----- | ---------- | ----------- |
| 152 | 5     | 12         | 24          |